# Drillia valida
Drillia valida é uma espécie de gastrópode do gênero Drillia, pertencente a família Drilliidae.